# Biophytum
Biophytum ist eine Pflanzengattung innerhalb der Familie der Sauerkleegewächse (Oxalidaceae). Sie enthält je nach Auffassung der Bearbeiter 50 bis 80 Arten. Charakteristisch ist die Reizbarkeit der Blattfieder.

## Beschreibung

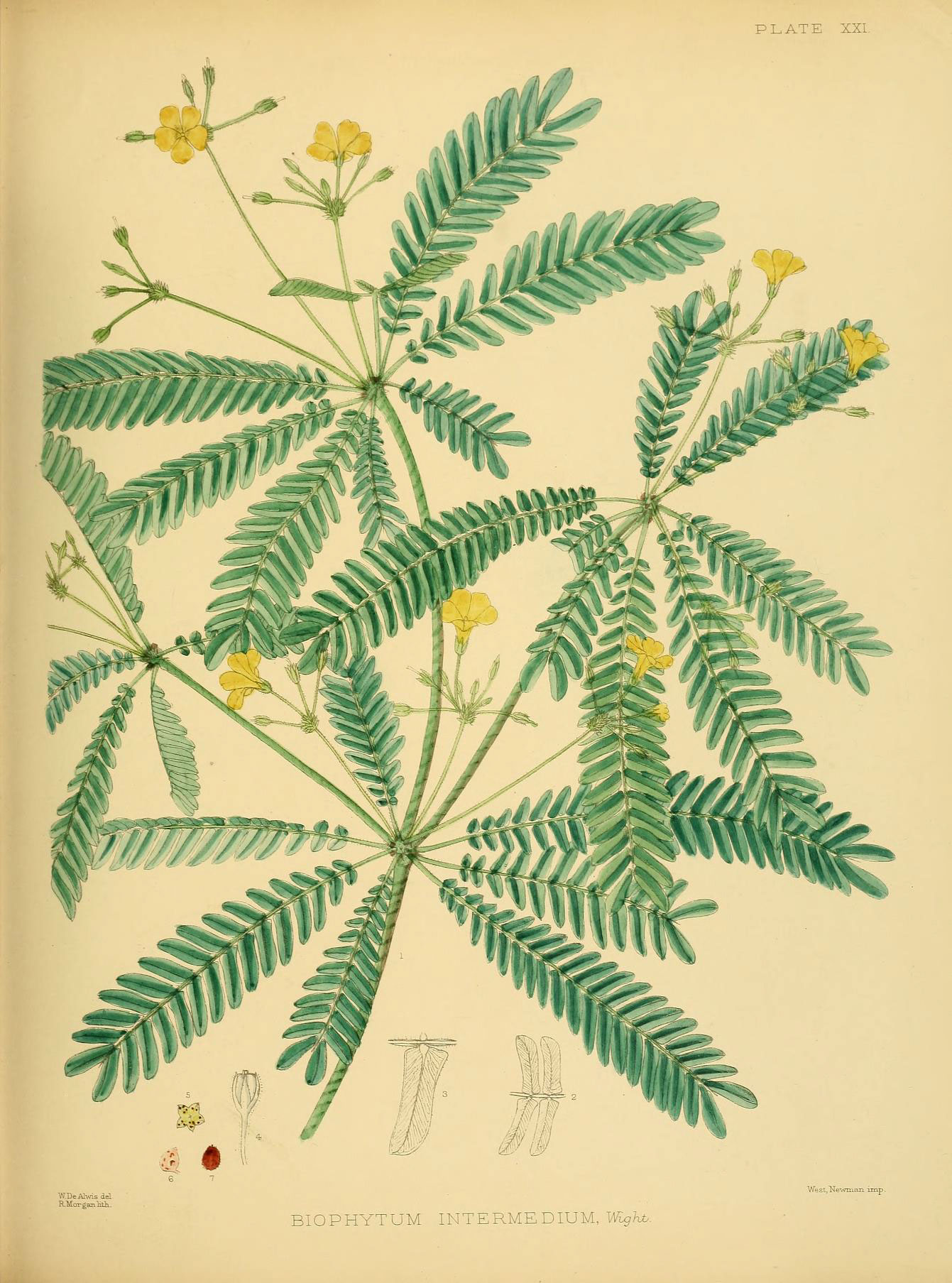
Illustration aus A hand-book to the flora of Ceylon, Tafel XXI von Biophytum intermedium

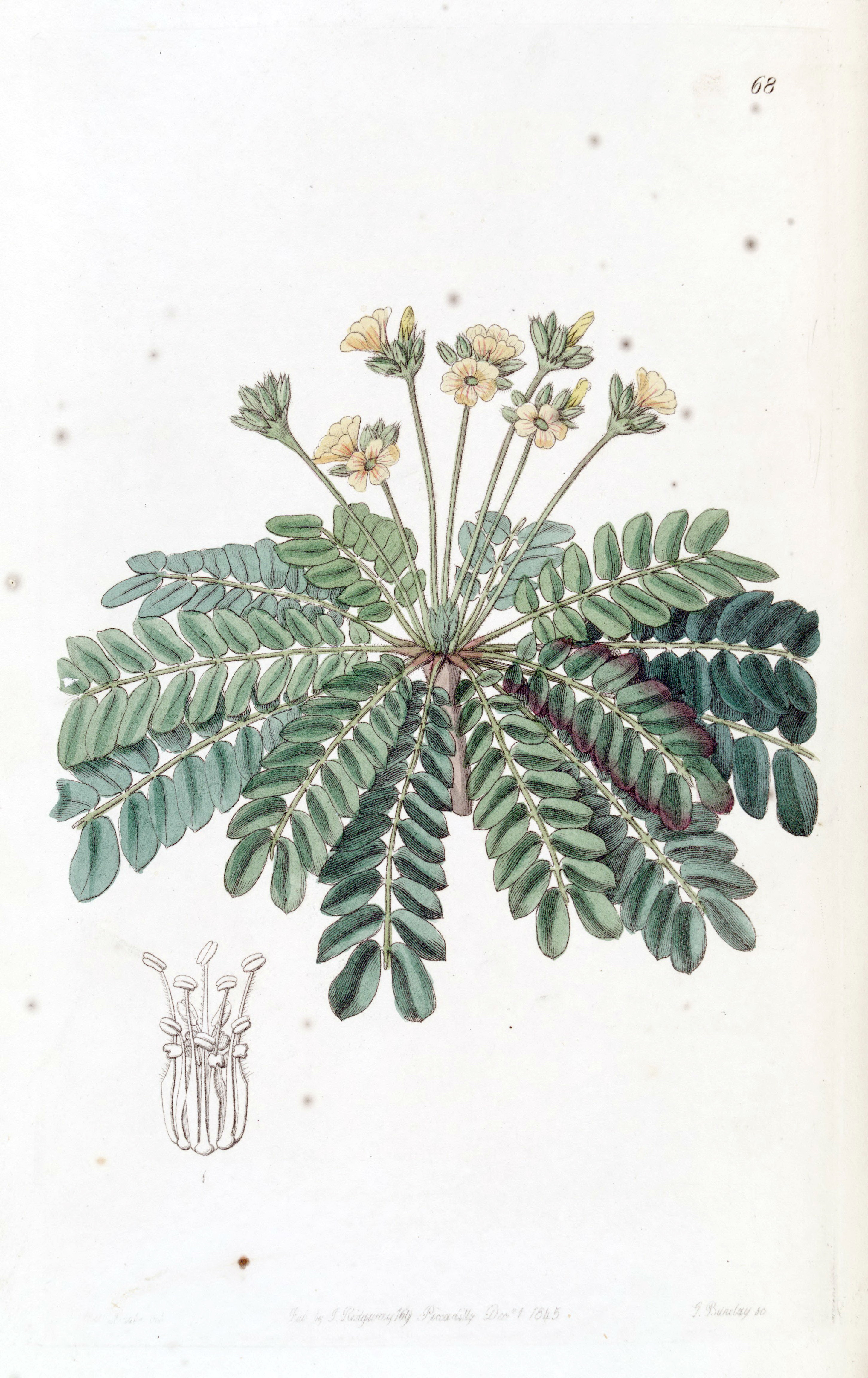
Illustration von Biophytum umbraculum

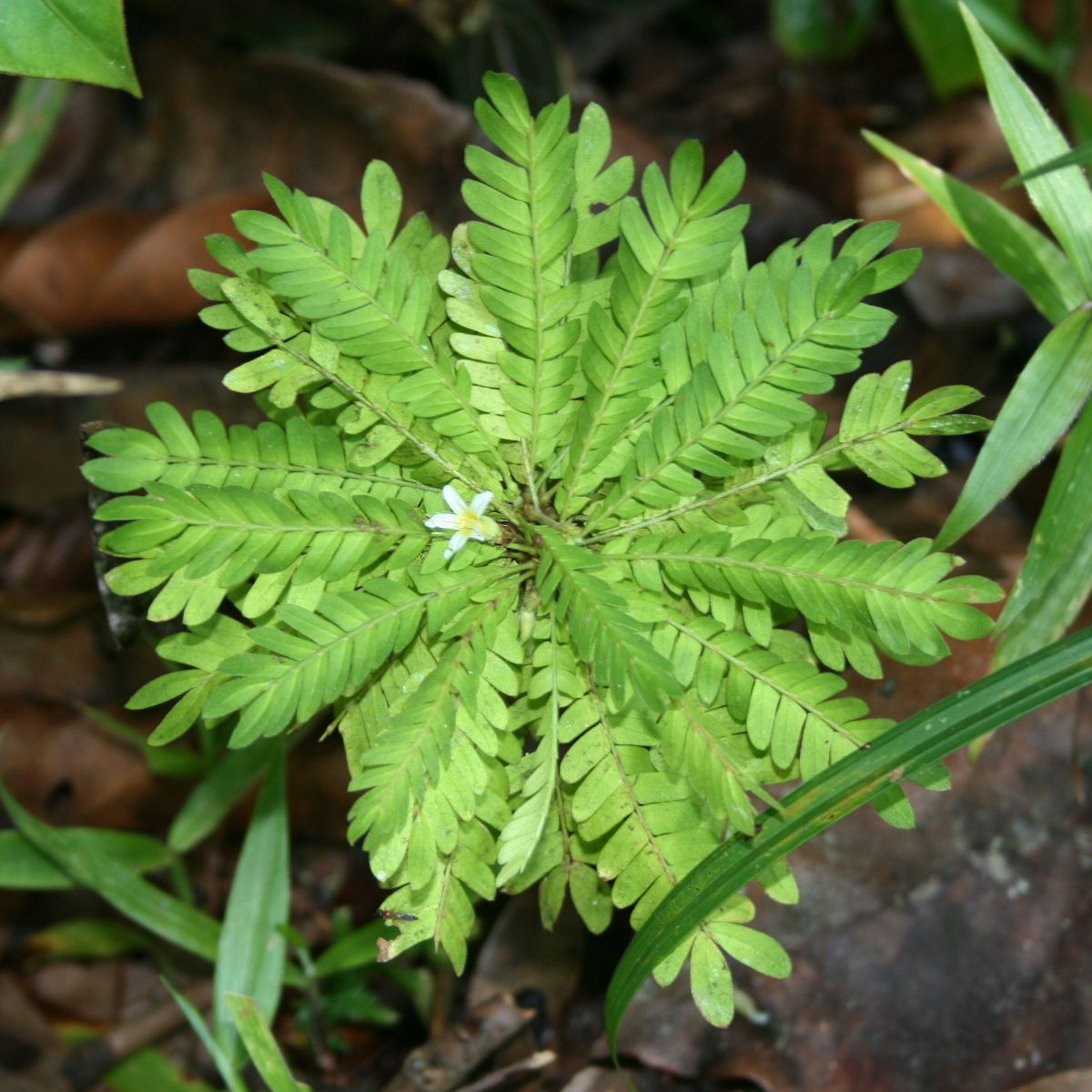
Biophytum dendroides

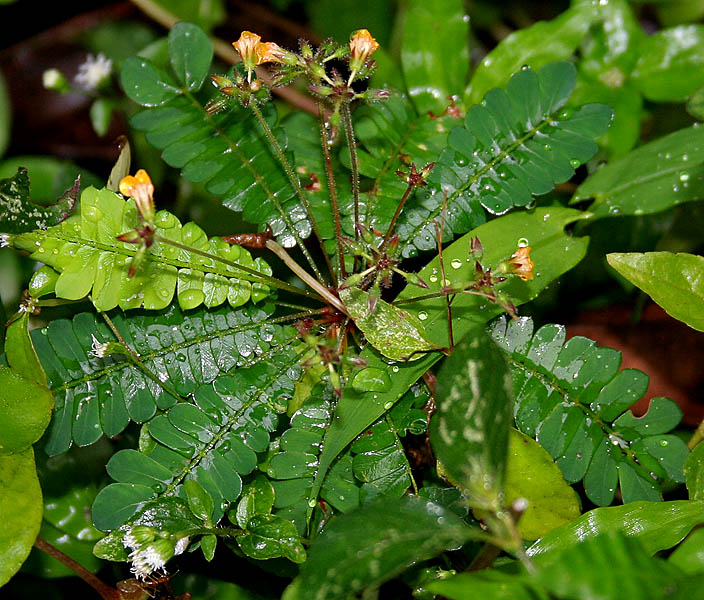
Biophytum reinwardtii

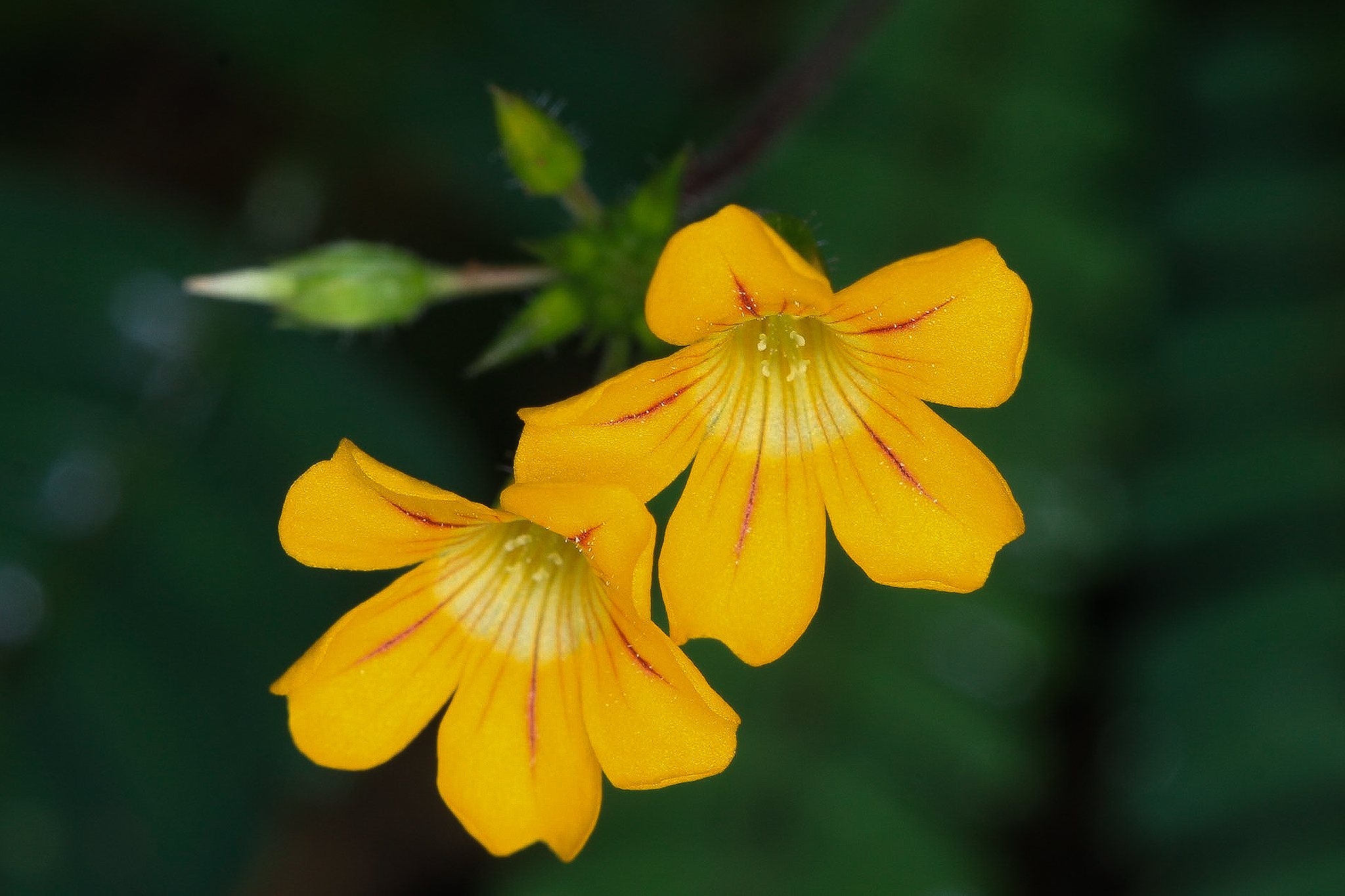
Blüten von Biophytum reinwardtii

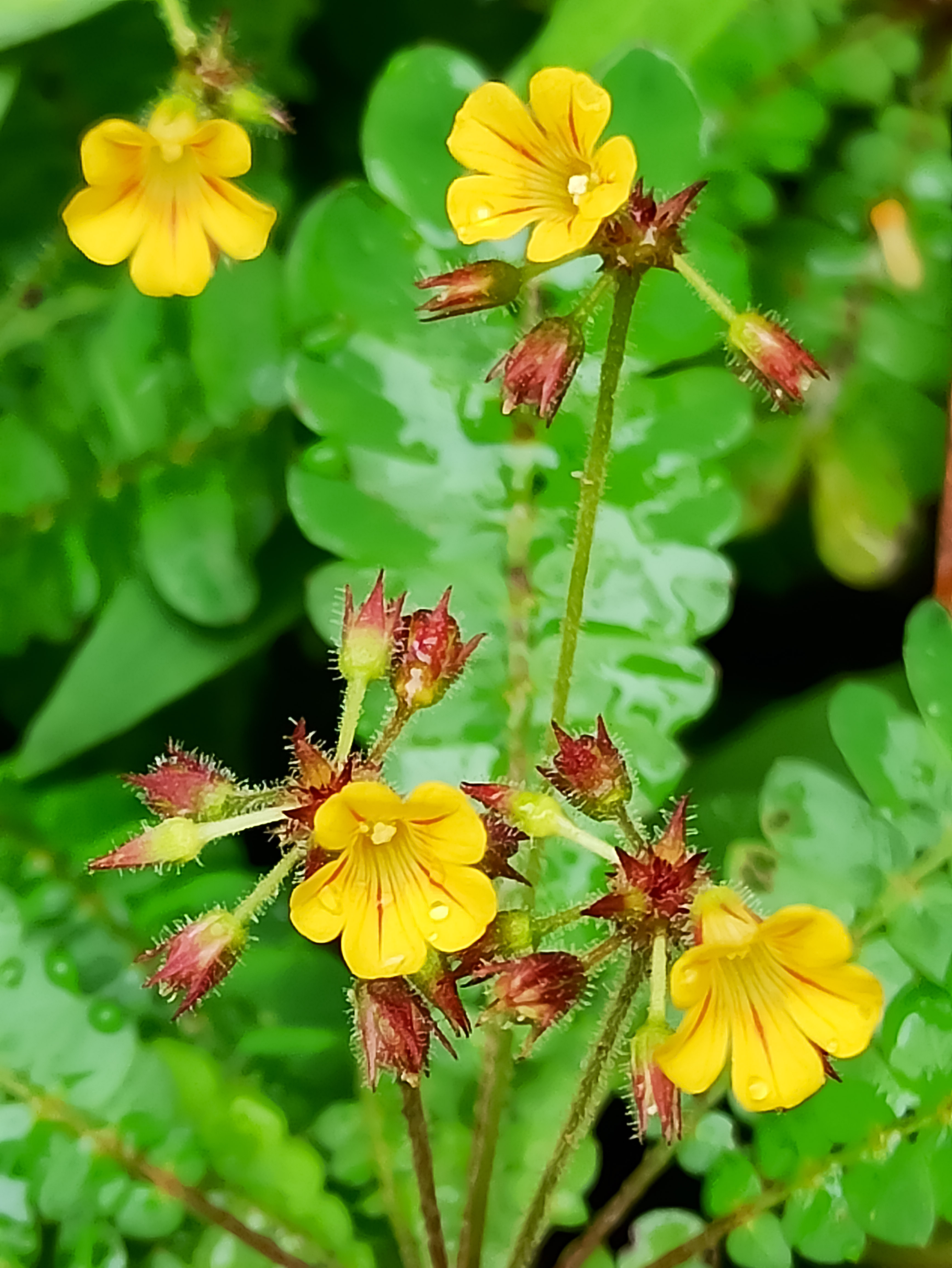
Blütenstand mit Blüten im Detail von Biophytum sensitivum

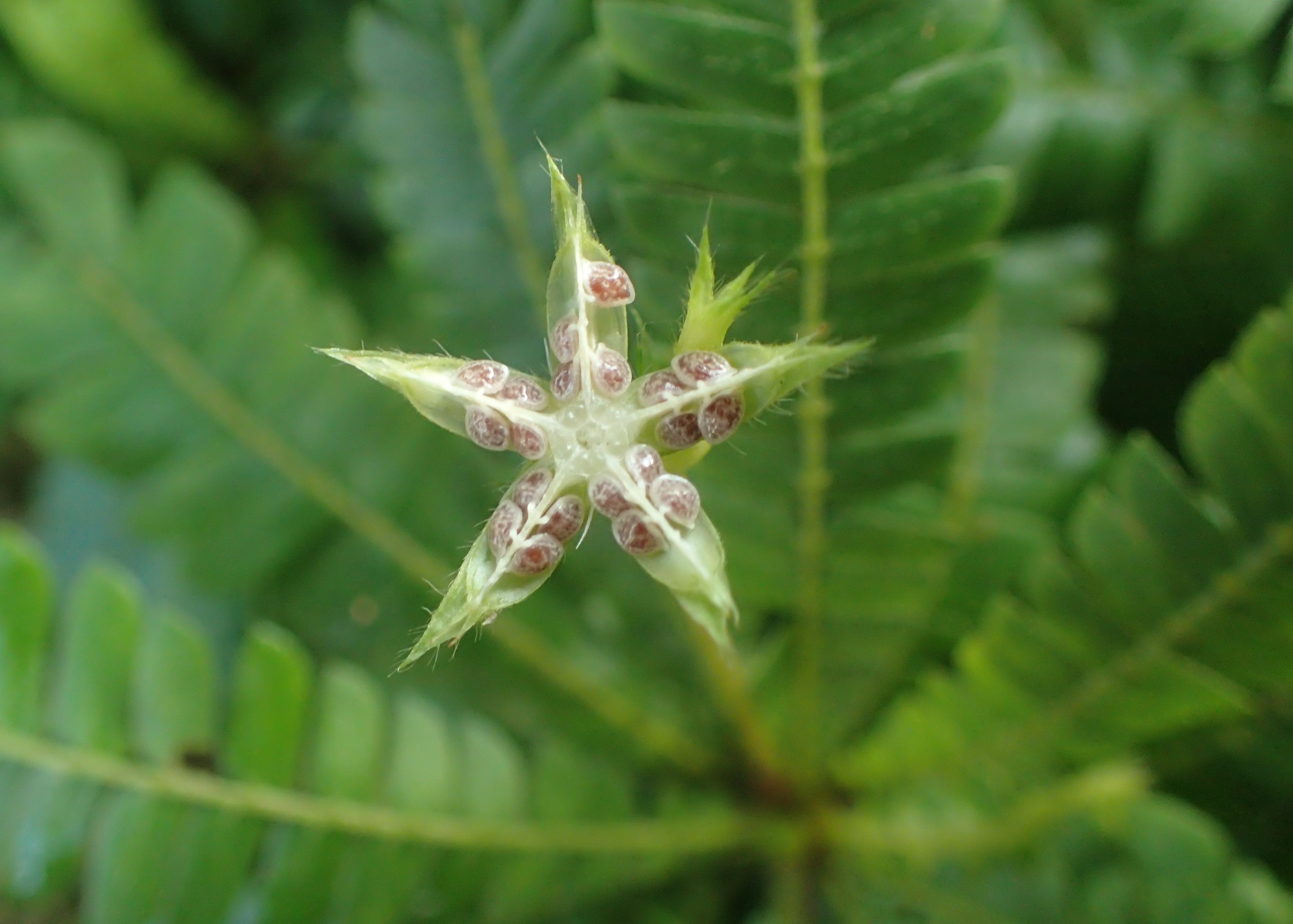
Offene Kapselfrucht mit ausgebreiteten Fruchtklappen und Samen von Biophytum sensitivum

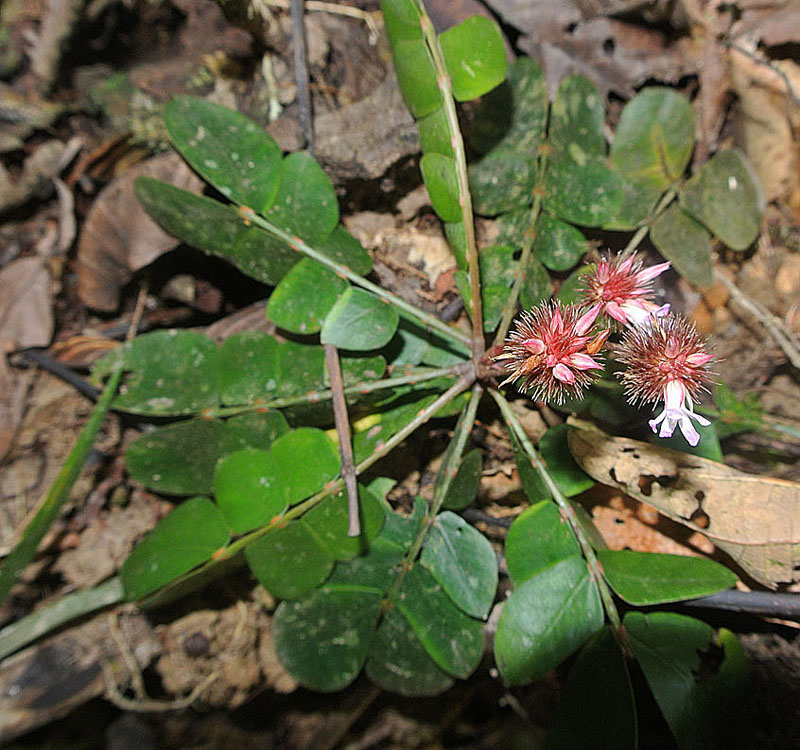
Habitus, Laubblätter und Blütenstände von Biophytum somnians

### Vegetative Merkmale
Biophytum-Arten wachsen als aufrechte, unverzweigte einjährige bis dichotom verzweigte ausdauerndekrautige Pflanzen oder meist als sympodialverzweigte Halbsträucher. Die Basis der Sprossachsen ist manchmal verholzt und das obere Ende besitzt meist einen Ring von zurückgebogenen steifen Trichomen. Sie erreichen Wuchshöhen von einigen Zentimetern bis über einen Meter.
Die Laubblätter sind nicht gleichmäßig am Stängel verteilt, sondern in endständigen Rosetten oder in quirlig am Stängel verteilten Rosetten angeordnet. Die Nebenblätter sind borstenförmig. Die Laubblätter sind in Blattstiel und -spreite gegliedert. Der Blattstiel ist an seiner Basis verdickt. Bei sämtlichen Biophytum-Arten sind die Blattspreiten paarig gefiedert. Das Endfiederblatt ist zu Granne reduziert. Die fast sitzenden bis kurz gestielten Fiederblättchen sind gegenständig an der Blattrhachis angeordnet. Die Fiederblättchen enden gerundet und stachelspitzig. Die Nebenblätter sind fadenförmig. Die untersten Fiederblätter sind fleischig, fast dreieckig oder eiförmig und breiter als lang.

### Generative Merkmale
Die auf einem deutlichen Blütenstandsschaft oder sitzend angeordneten dicht trugdoldigen oder doldigen Blütenstände können kugelig oder zylindrisch sein. An der Basis der Blütenstandsschäfte befinden sich Tragblätter. Die spiralig angeordneten und überlappenden Deckblätter sind pfriemlich. Die Blütenstiele sind kürzer oder länger als die Deckblätter und an der Nähe ihrer Basis gegliedert.
Die zwittrigen Blüten sind radiärsymmetrisch und fünfzählig mit doppelter Blütenhülle. Die fünf haltbaren, fast freien Kelchblätter sind lanzettlich mit zugespitztem oberen Ende und innen kahl. Die fünf meist gelben oder weißen, selten purpurfarbenen Kronblätter sind verdreht, kahl und auf halber Höhe verwachsen. Von den kurz verwachsenen Staubblättern sind alle fertil oder einige, die kürzeren, sind reduziert und steril. Der Fruchtknoten ist fünflappig und fast kugelig. Die endstängigen Narben sind vergrößert, zweiteilig, fast kopfig und papillös.
Auf der Frucht ist noch der Kelch vorhanden. Die eiförmigen bis länglichen Kapselfrüchte öffnen sich fachspaltig =oder lokulizid; manchmal sind die fünf Fruchtklappen an der Basis sternförmig ausgebreitet. Jedes Fruchtfach enthält mehrere (ein bis sechs) Samen in zwei Reihen. Die braunen Samen besitzen oft kleine Höckerchen. Die Samen sind bitegmisch und die äußere Haut öffnet sich bei Reife und schleudert die Samen heraus.
Es liegt Homostylie oder Heterostylie als Di- oder Tristylie vor.
Die Kapselfrucht springt bei Reife mit fünf Klappen zu einem fünfzähligen Stern auf, der die Samen präsentiert. Nach Antrocknung der Epidermis der Samen springen diese dann weg, wie im Artikel über die Sauerkleegewächse beschrieben.

## Systematik und Verbreitung
Die Gattung Biophytum wurde 1824 durch Augustin-Pyrame de Candolle in Prodromus Systematis Naturalis Regni Vegetabilis ... (DC.), Band 1, Seite 689–690 aufgestellt. Typusart ist Biophytum sensitivum (L.) DC., dessen Erstveröffentlichung 1753 als Oxalis sensitiva L.
Die Gattung Biophytum gedeiht fast weltweit in den Tropen, und zwar im Wesentlichen in tropischen Regen- und Nebelwäldern. Zentren der Artenvielfalt sind die Anden des nördlichen Südamerikas und Südasien. In Indien kommen etwa 21 Arten vor, von denen etwa 18 aus den Western Ghats stammen. Sieben Arten kommen in Malesien und drei Arten in Madagaskar vor. In Panama kommen fünf Arten, drei davon nur dort vor.
Je nach Autor gibt es 50 bis 70 oder bis 80 Arten (Auswahl):
- Biophytum abyssinicum Steud. ex A.Rich.: Sie ist im tropischen Afrika weitverbreitet.[12][13][14][15]
- Biophytum adiantoides  Wight ex Edgew. & Hook. f.: Sie kommt im südlichen Vietnam, in Kambodscha, Thailand sowie auf der Malaiischen Halbinsel vor.[10]
- Biophytum aeschynomenifolia (O.Hoffm.) Guillaumin: Sie kommt nur an wenigen Fundorten auf Madagaskar vor.[9]
- Biophytum agasthyamalayanum Jisha, E.S.S.Kumar, Decruse & Rajendrapr.: Sie wurde 2020 aus dem indischen Bundesstaat Kerala erstbeschrieben.[11]
- Biophytum albizzioides (O.Hoffm.) Guillaumin: Sie kommt nur an wenigen Fundorten auf Madagaskar vor.[9]
- Biophytum amazonicum R.Knuth:[16] Sie kommt in Peru vor.[17]
- Biophytum antioquiense Knuth[16]
- Biophytum bolivianum R.Knuth:[16] Sie kommt nur in Bolivien vor.[18]
- Biophytum boussingaultii Klotzsch ex R.Knuth[16]
- Biophytum calophyllum (Progel) Guillaumin[16]
- Biophytum cardonaei Pittier[16]
- Biophytum castum (Zucc.) G.Don[16]
- Biophytum chocoense Knuth[16]
- Biophytum columbianum Knuth[16][19]
- Biophytum commersonii Guillaumin
- Biophytum congestiflorum Govind.
- Biophytum cowanii T.Wendt:[20] Sie kommt nur an einem Fundort in Mexiko vor.[16]
- Biophytum crassipes Engl.[12][13][15]
- Biophytum dendroides (Kunth) DC.[16][20][21][22][19][18]
- Biophytum dormiens (Zucc.) G.Don[16]
- Biophytum falcifolium Lourteig:[20] Sie kommt nur in Panama vor.[22][16]
- Biophytum forsythii R.Knuth
- Biophytum foxii Sprague:[16] Sie kommt nur in Peru vor.[17]
- Biophytum fruticosum Blume: Sie kommt in Indien, Indonesien, Thailand, Malaysia, Neuguinea, auf den Philippinen, in Myanmar, Kambodscha, Vietnam und in China vor.[2]
- Biophytum globuliflorum R.Knuth:[16] Sie kommt nur in Peru vor.[17]
- Biophytum gracile R.Knuth[16]
- Biophytum heinrichsae Knuth[16] Sie kommt nur in Ecuador vor.[19]
- Biophytum helenae Buscal. & Muschl.[12][13][15]
- Biophytum hermanni Veldkamp
- Biophytum hildebrandtii (O.Hoffm.) Guillaumin
- Biophytum huilense Killip & Cuatrec.[16]
- Biophytum insigne Gamble
- Biophytum intermedium Wight
- Biophytum jessenii Knuth
- Biophytum juninense Knuth:[16] Sie kommt in Peru vor.[17]
- Biophytum kassneri R.Knuth[15]
- Biophytum kayae Aymard & P.E.Berry: Sie wurde 2003 aus dem venezolanischen Bundesstaat Amazonas erstbeschrieben.[16]
- Biophytum latifolium Durán-Esp. & Lorea-Hern.: Sie wurde 2012 aus dem mexikanischen Bundesstaat Veracruz erstbeschrieben.[16]
- Biophytum lindsaeifolium (Hook.) Knuth[16]
- Biophytum longibracteatum Tadul. & K.C.Jacob
- Biophytum longipedunculatum Govind.
- Biophytum lourteigiae Aymard & P.E.Berry: Sie wurde 2003 aus dem venezolanischen Bundesstaat Amazonas erstbeschrieben.[16]
- Biophytum luetzelburgii Suess.
- Biophytum macropodum Baker
- Biophytum macrorrhizum R.E.Fr.[15]
- Biophytum madurense R.Knuth
- Biophytum mapirense R.Knuth[16] Sie kommt nur in Bolivien vor.[18]
- Biophytum microphyllum Veldkamp
- Biophytum mimosella (Baill.) Guillaumin
- Biophytum molle Guillaumin
- Biophytum mucronatum Lourteig:[20][16] Sie kommt nur in Panama vor.[22]
- Biophytum mutisii Knuth[16]
- Biophytum myriophyllum R.Knuth
- Biophytum nervifolium Thwaites
- Biophytum nudum (Arn.) Wight
- Biophytum nyikense Exell: Sie kommt im südlichen Tansania, nördlichen Malawi und auf den Nyika-Plateau in Sambia vor.[12][15]
- Biophytum ottohuberi Aymard & P.E.Berry: Sie wurde 2003 aus der venezolanischen Provinz Bolívar erstbeschrieben.[16]
- Biophytum panamense Lourteig:[20][16] Sie kommt nur in Panama vor.[22]
- Biophytum permultijugum Suess.
- Biophytum perrieri Guillaumin
- Biophytum peruvianum R.Knuth: Sie kommt in Peru sowie Bolivien vor.[16][18][17]
- Biophytum polyphyllum Munro
- Biophytum poterioides Edgew.: Sie wurde 2017 reaktiviert. Dieser Endemit kommt nur im indischen Bundesstaat Tamil Nadu vor.[8]
- Biophytum proliferum (Arn.) Wight
- Biophytum puliyangudiense Rajakumar, Selvak., S.Murug. & Chellap.: Sie wurde 2009 aus dem indischen Bundesstaat Tamil Nadu erstbeschrieben.[23]
- Biophytum reinwardtii (Zucc.) Klotzsch
- Biophytum renifolium Delhaye
- Biophytum richardsiae Exell[15]
- Biophytum robustum Elliot ex Guillaumin
- Biophytum santanderense R.Knuth[16]
- Biophytum sensitivum (L.) DC.[2][7]
- Biophytum somnians (Zucc.) G.Don[16][19][17]
- Biophytum soukupii Lourteig:[20][16] Sie kommt in Panama, Ecuador sowie Peru vor.[22][19][17]
- Biophytum talbotii (Baker f.) Hutch. & Dalziel
- Biophytum tessmannii R.Knuth:[16] Sie kommt nur in Peru vor.[17]
- Biophytum thorelianum Guillaumin: Sie kommt in Vietnam, Kambodscha sowie in Thailand vor.[10]
- Biophytum turianiense Kabuye
- Biophytum umbraculum Welw.: Sie kommt in Indien, Indonesien, Malaysia, Myanmar, Neuguinea, auf den Philippinen, in Thailand, Vietnam, Yunnan, im tropischen Afrika und auf Madagaskar[9] vor.[2][12][13][14][15]
- Biophytum uzungwaensis Frimodt
- Biophytum veldkampii A.E.S.Khan, E.S.S.Kumar & Pushp.
- Biophytum zenkeri Guillaumin
- Biophytum zunigae C.Nelson:[16] Sie kommt nur in Honduras vor.[20]

## Historische Literatur
- R. Knuth: Oxalidaceae. IV. 130 (Heft 95), 1930, S. 1–481. In: H. G. A. Engler: Das Pflanzenreich. Verlag von Wilhelm Engelmann, Leipzig.
- J. F. Veldkamp: Notes on Biophytum (Oxalidaceae) of the Old World. In: Taxon, Volume 38, Issue 1, 1989, 110–116. doi:10.2307/1220908
- Tom Wendt: Plantae Uxpanapae III. A New Species of Biophytum (Oxalidaceae) and Five Genera New for the Mexican Flora. In: Brittonia, Volume 39, Issue 1, 1987, S. 133–138. doi:10.2307/2806986